# Hrvatski povijesni prostor u bakrenom dobu
Bakreno doba (eneolitik, lat. aeneus: mjeden, bakren i grč. λίϑος: kamen, drugi nazivi: halkolitik, kuprolitik) je prapovijesno razdoblje između neolitika i brončanoga doba kojemu obilježje daje preradba i uporaba bakra u izradbi oruđa, oružja i nakita. Početak bakrenoga doba može se okvirno datirati u IV. tisućljeće (3500 pr. Kr.) s trajanjem do pred kraj III. tisućljeća pr. Kr. (2000. pr. Kr.), tj. do otkrića i uporabe brončane slitine kao nove sirovine. Glavna je oznaka toga doba pojava metalnih predmeta, pretežito bakrenih (rijetko zlatnih ili srebrenih). Pojavljuju se megalitski spomenici u Francuskoj, Španjolskoj i južnoj Italiji, dok u gotovo cijeloj Europi cvjeta kultura geometrijski ornamentirane keramike, često bojene i u obliku stiliziranih figura (u Hrvatskoj hvarska kultura, vučedolska kultura). U to doba došlo je do promjene u društvenom i gospodarskom ustroju ljudskih zajednica. Grobni prilozi su bogatiji.

## Bakreno doba u Hrvatskoj
Bakrene izrađevine postupno su potiskivale kamene. Glavna je značajka uporaba bakra u izradbi oruđa, oružja, nakita. Dolazi do »metalizacije« neolitičkih kultura i prodora novih etničkih skupina u karpatsku kotlinu (Indoeuropljani). Pod utjecajem indoeuropske migracije iz euroazijskih stepa, na europskom tlu pojavljuju se nove kulturne skupine prepoznatljive po ostatcima materijalne kulture, posebice keramičkim izrađevinama i pogrebnim običajima, kao što su altheimska, badenska, bodrogkeresztúrska, kocofenska (Coţofeni), vrpčasta, kostolačka, lasinjska, lengyelska, ljubljanska, mondseeska, salkucska (Sălcuţa), sopotska, tiszapolgárska, vinčanska, vučedolska, zvonolikih vrčeva i dr. U bakreno doba može se datirati i začetak stvaranja kasnijih prapovijesnih i povijesnih etničkih skupina. Nova religijska shvaćanja usko su povezana s novim obredima ukapanja pokojnika, tj. osim inhumacije utvrđena je incineracija (spaljivanje) kao i grobovi tumuli. Bakreno doba razdoblje je nastanka patrijarhalnih (prelazi se iz matrijarhata u patrijarhat) i plemenskih zajednica. Začetak rudarstva i obradbe bakra, zlata i srebra mogu se držati začetcima novog obrta i danas nezamisliva života bez kovinske industrije. Zato bakreno doba ima obilježje kulturne prijelomnice u povijesti civilizacije čovječanstva.

### Kontinentalna Hrvatska
Eneolitičko doba zastupljeno je u kontinentalnoj Hrvatskoj nalazištima lasinjske, badenske, kostolačke kulture i vučedolske kulture. U Hrvatskoj je na području Ruda kraj Samobora, gdje su bila bogata nalazišta bakra, nađen najstariji tip bakrene sjekire kakve su se približno 4000 god. pr. Kr. rabile u rudnicima bakra. Taj se nalaz može smatrati najstarijim tragom metalurgije (i rudarenja) na području današnje Hrvatske. U Hrvatskoj je metalurgija bakra posvjedočena u badenskoj kulturi, a serijska proizvodnja bakrenih predmeta počela je s uvođenjem lijevanja u dvodijelnim kalupima i iskorištavanjem sulfidne rude, u čem je vrhunac dosegnula vučedolska kultura, koja je svojim postignućima utrla put brončanomu dobu.
Lasinjska kultura je eneolitička kultura raširena u većem dijelu sjeverne Hrvatske sve do Dunava na istoku (Lasinja, Cerje Tužno,  špilja Vrlovka, Ozalj, Drljanovac, Ždralovi, Beketinec, Jakšić, Ašikovci, Vinkovci, Vučedol), u Sloveniji, jugozapadnoj Mađarskoj, Gradišću, Štajerskoj i Koruškoj te u sjevernoj Bosni, nazvana po eponimnom nalazištu Lasinji. Nastala je na temeljima kasnih neolitičkih kultura, lengyelske, sopotske i vinčanske. U većini naselja otkrivene su uglavnom zemunice i poluzemunice, rijetko nadzemni objekti (Vis-Modran u Bosni), dok su u Sloveniji i Koruškoj otkrivena sojenička naselja (Ljubljansko barje, Keutschachersee). Nositelji lasinjske kulture povremeno su koristili i špiljske prostore (Ozalj, Ajdovska jama, Kevderc), bilo kao sezonska boravišta stočara ili za ukope (Ajdovska jama). Keramičko posuđe neujednačene je izradbe i boje (oker, preko sive do crne), ukrašeno plastičnim jezičastim izdancima ili ornamentima izvedenima urezivanjem i ubadanjem. Vodeći su oblici bikonične zdjele, vrčevi, visoki lonci, zdjele na visokoj nozi, vjedra s izljevom. Lasinjska kultura trajala je tijekom cijeloga ranog, srednjeg i dijela kasnog eneolitika, a nestala je prodorom vučedolske kulture.
Badenska kultura je eneolitička kultura nazvana po nalazištu Baden nedaleko od Beča. Bila je raširena na prostorima sjeverne i istočne Austrije, Češke, južne Slovačke, južne Poljske, gotovo cijele Mađarske, sjeverne Hrvatske i sjeverne Srbije. Temeljno je obilježje badenske kulture keramika sjajne i crno polirane površine. Ukrasi su izrađivani urezivanjem, ubadanjem ili plitkim kanelurama. Među posuđem različita oblika ističu se vrčevi s visokim trakastim drškom, izduljenim cilindričnim vratom, vretenaste i kruškolike amfore te bikonične zdjele. Naselja su bila uglavnom jednoslojna, podizana na riječnim i jezerskim terasama ili na nižim obroncima, a sastojala su se od zemunica i poluzemunica. Nalazišta u Hrvatskoj su Bapska, Vučedol, Sarvaš, Donji Saloš kraj Slavonskog Broda.
Kostolačka kultura je eneolitička kultura raširena u Slavoniji (Vučedol, Sarvaš, Cerić, Ašikovci, Grabrovac-Đakovo, Slavča-Nova Gradiška), Srijemu (Gomolava), sjevernoj Bosni (Pivnica kraj Odžaka) i Srbiji (Kostolac, okolica Kragujevca, Aleksinac). Nalazišta u mađarskom Podunavlju i Slovačkoj potvrđuju njezin prodor na sjever Panonske nizine. Stanovništvo se pretežito bavilo poljodjelstvom i stočarstvom. Djelomice su poznavali uporabu i preradbu bakra. Naselja su podizali na povišenim riječnim terasama ili na teško pristupačnim mjestima uz riječne tokove. Pravokutne, prostrane kuće gradili su od pletera omazanog ilovačom. U višeslojnim naseljima u Slavoniji i Srijemu (Vučedol, Sarvaš, Gomolava) otkrivene su kuće s apsidom. Uz inhumaciju se pojavljuju i prvi paljevinski ukopi u žarama (Dvorovi kraj Bijeljine, Padina u Đerdapu). Izrađivali su vrlo kvalitetnu keramiku tankih stijenki, sive, crne ili, rjeđe, oker boje, sjajno uglačanu. Dok su se tipovi posuda uglavnom razvili iz badenskih oblika, pri ukrašavanju su se primjenjivale nove tehnike i motivi: brazdasto urezivanje i utiskivanje žigova s geometrijskim uzorcima (pravokutnici, viseći trokuti, cikcak vrpce, šahovnice i dr.) ispunjenih bijelom inkrustacijom.
Vučedolska kultura je eneolitička kultura III. tisućljeća pr. Kr., nazvana po nalazištu Vučedolu na Dunavu kraj Vukovara. U starijoj je literaturi poznata i kao istočnoalpska sojenička kultura (M. Hoernes), slavonska kultura (G. Childe) ili Vučedol-Zók. Ishodišno joj je područje istočna Slavonija i Srijem (Vučedol, Vinkovci, Sarvaš, Gomolava, Belegiš, Mitrovac). Tijekom klasične i kasne faze razvoja proširila se na sjever preko Madžarske (Zók), Gradišća i Donje Austrije te Slovačke sve do Praga, na zapad u središnju Hrvatsku (Apatovec, Veliko Trojstvo, Mikleuška, Staro Čiče, Rudine) i istočnoalpski prostor (Ljubljansko barje), a na jug u Bosnu (Hrustovača, Zecovi, Debelo Brdo), te na istok preko Šumadije i sjeverne Srbije do rumunjskoga Banata. Nositelji rane i klasične vučedolske kulture svoja su naselja smještali na visokim prapornim terasama uz rijeke ili na obroncima brda. Većina je bila utvrđena dotjerivanjem strmih padina, palisadama ili vodenim opkopima. U kasnoj fazi prevladavaju gradinska ili sojenička naselja, a povremeno su se koristile i špilje. Stambene građevine četverokutne su nadzemne kuće od kolaca i šiblja oblijepljene ilovačom, opremljene ognjištem i malim kućnim žrtvenicima, te posebnim jamama, odnosno podrumima za spremanje zaliha.
Posebno je obilježje kulture bogata i raznovrsna keramička proizvodnja. Posuđe se odlikuje izvrsnom kakvoćom, sjajnom crnom površinom i osebujnim stilom ukrašavanja koji počiva na tehnikama urezivanja, duboreza i rovašenja, upotpunjenima bijelom, žutom ili crvenom inkrustacijom. Ornamenti su najčešće komponirani arhitektonski po zonama ili metopama, a u njihovu izboru izražena je sklonost prema geometrizaciji. Među oblicima se izdvajaju raznovrsne bikonične zdjele, amfore s uskim cilindričnim vratom, trbušasti vrčevi s ručkom, zdjele na niskoj nozi, zdjelice na četiri nožice, jajoliki lonci i niz specifičnih oblika poput posude u obliku golubice (odnosno jarebice), trodijelnih boca, posuda u obliku krušne peći. Figuralna plastika nije osobito brojna, ali je pažljivo i izražajno oblikovana. Ističu se ljudski likovi s detaljnim prikazom odjeće i obuće (Vinkovci, Sarvaš, Vučedol, Ljubljansko barje). Gospodarstvo je počivalo na kombinaciji poljodjelstva i stočarstva te na osobito razvijenoj metalurgiji bakra u klasičnoj i kasnoj fazi (ostatci peći za taljenje rude, kalupi za lijevanje različitih bakrenih predmeta, puhaljke za mjehove, bakrene sjekire, bodeži, šila, dlijeta). Vučedolska kultura nastala je kao rezultat velikih društvenih promjena prouzročenih seobama stepskih populacija. U njoj sačuvanu autohtonu osnovu kasnih neolitičkih kultura (vinčanska, sopotska) i utjecaj neposredne prethodnice (kostolačka), obogatili su i nadopunili novi elementi s istoka.

### Primorska Hrvatska
Zbog slabe istraženosti u primorskoj Hrvatskoj, eneolitik je slabije poznat od drugih prapovijesnih razdoblja. Najstarija je u eneolitiku protonakovanska kultura, koja je nastala simbiozom kasnohvarskih i kasnovinčanskih elemenata. Iz nje je izrasla nakovanska kultura, a prodorom kontinentalnog eneolitika, odnosno rasprostiranjem jadranskog tipa ljubljanske kulture (Pećina kraj sela Srbani, Dančeva pećina, Nezakcij) označeno je završno razdoblje eneolitika na istočnoj jadranskoj obali. Iz istoga je razdoblja i lasinjska kultura, što ju je N. Petrić izdvojio na nalazištu Limska gradina, a koja je u Istru došla iz alpskih prostora i sjeverozapadne Hrvatske. Na nalazištima poput Limske gradine, poluotoku Pradišel, na Brijunima, na otoku Pisulju južno od Rovinja, eneolitički se sastojci javljaju zajedno s mlađim neolitičkim i ranobrončanodobnim nalazima (3500–1800. pr. Kr.). Metličasto ukrašena keramika prema stratigrafiji u Vlaškoj peći predstavlja rano brončano doba, a pojedinačni su nalazi keramike ljubljanskoga tipa nastali pod utjecajem kasne vučedolske kulture. Krajem eneolitika na poluotoku (nalazište Gromače na Brijunima) javlja se nedefinirana kulturna pojava s grubom keramikom ukrašenom metličastim ornamentom, koja zalazi u rano brončano doba. Osim u naseljima na otvorenom, eneolitički se čovjek najčešće zadržavao u špiljama (Cingarela kraj Momjana, Dančeva pećina, Pupićina peć, Pećina kraj sela Srbani, Pećinovac kraj Okreti).

## Vanjske poveznice
- Ante Vranković: Vučedolski Orion i najstariji europski kalendar, Obavijesti Hrvatskog arheološkog društva, 3/2000., str. 155-159